# تروپیکو ۲: دزدان دریایی
تروپیکو۲:دزدان دریایی یک بازی در سبک شهر سازی است که توسط نرم‌افزاری فراگ سیتی و نرم‌افزاری پاپ تاپ توسعه داده شده و توسط گدرینگ دولوپرز در سال ۲۰۰۳ منتشر شده‌است. این بازی دنبالهٔ تروپیکو است.
تروپیکو۲ با فروش بیش از ۳۰۰٬۰۰۰ نسخه یک موفقیت تجاری بود. پس از به دست آوردن مجوز تروپیکو توسط کالیپسو مدیا در سال ۲۰۰۸، این شرکت چهار نسخه دیگر دنبالهٔ تروپیکو۲ ساخت که شامل :تروپیکو ۳ ،تروپیکو ۴ ،تروپیکو ۵ و تروپیکو ۶ می‌شود.

## گیم پلی
تروپیکو۲ یک بازی شهر سازی است. گرچه پایهٔ بسیاری از مسائل بر ساسا تروپیکو است ولی گیم پلی بازی کاملاً متفاوت است. در این نسخه بازیکن نقش پادشاه یک جزیره دزدان دریایی را اجرا می‌کند و به عنوان پادشاه دزدان دریایی باید دزدان دریایی را شاد نگه دارد. کارگران که اسیران نامیده می‌شوند، در حملات گرفته می‌شود. اسیران مسئول تولید و ساخت و ساز در این جزیره هستند. کارکنان بیشتر شغل‌های موجود در جزیره را شامل می‌شوند، از جمله کشاورز، نجار و آهنگر، و حتی می‌تواند به یک دزد دریایی ارتقا یابند. اسیران ماهر و متخصص ممکن است مشاغل ویژه ای را انجام دهند که اسیران غیر متخصص نمی‌توانند. با این حال، هدف اصلی این بازی، به جز اهداف بیان شده، این است که در قدرت باقی بمانید، همانند تروپیکوی اصلی.
برای نگه داشتن اسیران، نیازهایی مانند غذا، استراحت، مذهب، ترس و نظم برآورده می‌شود. دزدان دریایی، با این حال، دفاع را ترجیح می‌دهند. آنارشی سطح اختلال را در یک منطقه اندازه‌گیری می‌کند و عمدتاً از ساختمان‌های سرگرمی می‌آید. کارگران فراری ممکن است به دیگر حاکمان و پادشاهان گزارش دهند و باعث شورش شوند.